# Мале
Вижте пояснителната страница за други значения на Мале.
Мале (на дивехи: މާލެ) е столицата на Малдивските острови. Разположен е в северния край на атола Каафу. Традиционно това е кралският остров, където е дворецът и откъдето старата малдивска кралска династия е управлявала страната. С население от 153 904 души (2014 г.) и площ от 8,3 km2, това е един от най-гъсто населените градове на света.
Цялата островна група на Малдивите е кръстена на столицата. Думата „Малдиви“ буквално се превежда като „островите на Мале“. В миналото е бил опасан от крепостни стени.

## История
Първите заселници на Малдивските острови са дравидите, които пристигат от съседните брегове на Индийския субконтинент и Цейлон. Изследванията на малдивските лингвистични и културни традиции сочат към силно дравидско влияние върху малдивското общество, концентрирано в Мале още от древността.
Първоначалните заселници на архипелага нямат крале, а живеят в прости съобщества, ръководени от местни вождове. Един ден в Мале пристига принц от Индия, наречен Коймала, на борда на голям кораб. Местното население го забелязва и го приветства. Те му позволяват да се засели сред тях, като с времето приемат управлението му.
Когато Ибн Батута пристига в Мале през 1343 г., той прави подробно описание на града, както и на околните острови. Той споменава, че кралицата има резиденция в Мале. Споменава и наличието на няколко джамии, построени от дърво.
През 17. век Мале е укрепен от султан Мухамад Имадудин, който построява стени на северната, източната и западната страни на острова. Създадено е вътрешно пристанище за риболовни кораби и външно пристанище за по-големи кораби между островите Вилингили и Хулхуле.
Към 1888 г. населението на града е 2148 души, но бързото му нарастване скоро води до търсенето на място за живеене. В периода 1925 – 1927 г. старите укрепления и разнебитените стени са съборени при управлението на Мухамад Шамсудин III и са възстановени, но в по-малък мащаб. Пътищата също са разширени и изправени. Старите големи гробища са премахнати, за да се отвори повече място за жилища.
Кралският дворец е разрушен, когато градът е премоделиран от президента Ибрахим Насир след премахването на монархията през 1968 г. От това време са запазени само сградата на Националния музей, резиденцията на султана и Петъчната джамия.
Към 1967 г. населението на града е вече 11 453 души, а към 1977 г. – 29 522 души. За да се вмести постоянно нарастващото население на града, през 1986 г. плитката лагуна около Мале започва да се усвоява.

## Климат
Климатът в Мале е тропичен мусонен. Сухият сезон е от февруари до март, а през останалото време условията са влажни. Температурите са високи и постоянни през годината, като средногодишната температура е 28,2 °C. Количеството на средногодишните валежи възлиза на 1900 mm.
| Климатични данни за Мале                                        | Климатични данни за Мале | Климатични данни за Мале | Климатични данни за Мале | Климатични данни за Мале | Климатични данни за Мале | Климатични данни за Мале | Климатични данни за Мале | Климатични данни за Мале | Климатични данни за Мале | Климатични данни за Мале | Климатични данни за Мале | Климатични данни за Мале | Климатични данни за Мале |
| Месеци                                                          | яну.                     | фев.                     | март                     | апр.                     | май                      | юни                      | юли                      | авг.                     | сеп.                     | окт.                     | ное.                     | дек.                     | Годишно                  |
| Абсолютни максимални температури (°C)                           | 32,8                     | 32,6                     | 33,2                     | 35,0                     | 34,2                     | 33,2                     | 32,5                     | 32,8                     | 32,4                     | 32,5                     | 32,6                     | 32,6                     | 35,0                     |
| Средни максимални температури (°C)                              | 30,3                     | 30,7                     | 31,4                     | 31,6                     | 31,2                     | 30,6                     | 30,5                     | 30,4                     | 30,2                     | 30,2                     | 30,1                     | 30,1                     | 30,6                     |
| Средни температури (°C)                                         | 28,0                     | 28,3                     | 28,9                     | 29,2                     | 28,8                     | 28,3                     | 28,2                     | 28,0                     | 27,8                     | 27,8                     | 27,7                     | 27,8                     | 28,2                     |
| Средни минимални температури (°C)                               | 25,7                     | 25,9                     | 26,4                     | 26,8                     | 26,3                     | 26,0                     | 25,8                     | 25,5                     | 25,3                     | 25,4                     | 25,2                     | 25,4                     | 25,8                     |
| Абсолютни минимални температури (°C)                            | 20,6                     | 22,6                     | 22,4                     | 21,8                     | 20,6                     | 22,1                     | 22,5                     | 21,0                     | 20,5                     | 22,5                     | 19,2                     | 22,0                     | 19,2                     |
| Средни месечни валежи (mm)                                      | 114,2                    | 38,1                     | 73,9                     | 122,5                    | 218,9                    | 167,3                    | 149,9                    | 175,5                    | 199,0                    | 194,2                    | 231,1                    | 216,8                    | 1901                     |
| Средно количество слънчеви часове                               | 248.4                    | 257.8                    | 279.6                    | 246.8                    | 223.2                    | 202.3                    | 226.6                    | 211.5                    | 200.4                    | 234.8                    | 226.1                    | 220.7                    | 2778                     |
| --------------------------------------------------------------- | ------------------------ | ------------------------ | ------------------------ | ------------------------ | ------------------------ | ------------------------ | ------------------------ | ------------------------ | ------------------------ | ------------------------ | ------------------------ | ------------------------ | ------------------------ |
| Източник: World Meteorological Organization, NOAA, Meteo Climat |                          |                          |                          |                          |                          |                          |                          |                          |                          |                          |                          |                          |                          |

## Икономика
Най-развитият отрасъл в Мале и в Малдивите като цяло е туризмът. На него приспадат 28% от БВП на страната. Над 90% от данъкосъбирането на правителството идва от мита и туристически такси. Съответно Мале има много туристически атракции, а около него са разположени множество курорти. Главното пристанище на страната се намира в Мале. Градът е център на икономическата дейност. Централата на малдивските авиолинии Maldivian и FlyMe се намират в Мале.
Мале е свързан със съседния остров Хулхуле чрез автомобилен мост, отворен през октомври 2018 г. Хулхуле разполага с международно летище, обслужващо Мале. Преди отварянето на моста, транспортът между летището и Мале се е осъществявал с ферибот.

## Галерия
- Пристанището на Мале, 1984 г.
- Изглед от централната част на града
- Въздушна снимка на града
- Международно летище Велана